# 유엔 총회 결의 제177호 (II)
유엔 총회 결의 제177호는 1947년 11월 21일 결의된 것으로 주제는 뉘른베르크 재판소 런던 헌장과 재판소의 판결에서 인정된 원칙의 공식화이다.
결의안 177(II)(a)항에 따라 국제법 위원회는 "뉘른베르크 재판소 헌장과 재판소 판결에서 인정된 국제법 원칙을 공식화"하라는 지시를 받았다. 이 결의안에서 뉘른베르크 원칙이 만들어졌다.

## 같이 보기
- 유엔 총회 결의
- 유엔 총회